# Cerro El Abismo
Der Cerro El Abismo (von spanisch abismo ‚Abgrund‘) ist ein Hügel auf der Livingston-Insel im Archipel der Südlichen Shetlandinseln. Auf der Westseite des Kap Shirreff, dem nördlichen Ende der Johannes-Paul-II.-Halbinsel, ragt er unmittelbar südlich des Playa Pocitas auf.
Wissenschaftler der 45. Chilenischen Antarktisexpedition (1990–1991) benannten ihn.